# Siehe, ich will viel Fischer aussenden
Siehe, ich will viel Fischer aussenden (Voici, j’envoie une multitude de pêcheurs) (BWV 88) est une cantate religieuse de Johann Sebastian Bach composée à Leipzig en 1726.

## Histoire et livret
Bach composa la cantate pour le cinquième dimanche après la Trinité et la dirigea le 21 juillet 1726. Pour cette destination liturgique, une autre cantate a franchi le seuil de la postérité : la BWV 93. Les lectures prescrites pour ce dimanche étaient Pierre 3 :8–15 et Luc. 5: 1–11, la pêche miraculeuse de l'apôtre Pierre. Le texte de cette cantate et de six autres est similaire en structure et en contenu à des cantates de Johann Ludwig Bach. Le thème provient de l'Évangile. Un verset de Jérémie 16 :16 ouvre la cantate. La prophétie se réfère originellement au retour de l'Exil à Babylone. Le mouvement central qui ouvre la deuxième partie devant être jouée après le sermon, est une citation du verset 10 de l'Évangile. La cantate se clôt par la dernière strophe du choral Wer nur den lieben Gott läßt walten (choral) de Georg Neumark (1641). Ce choral a servi de base pour la cantate chorale de Bach pour la même occasion en 1724, Wer nur den lieben Gott läßt walten BWV 93, qui fait partie de son deuxième cycle annuel de cantates. Pour les autres parties, Walther Blankenburg suggère Christoph Helm comme auteur des textes et Werner Neumann soupçonne Christiana Mariana von Ziegler.

## Structure et instrumentation
La cantate est écrite pour deux cors, deux hautbois d'amour, taille (hautbois ténor), deux violons, alto et basse continue avec quatre voix solistes (soprano, alto, ténor, basse) et chœur seulement pour le choral si besoin.
Première partie :
1. aria (basse) : Siehe, ich will viel Fischer aussenden
2. récitatif (ténor) : Wie leichtlich könnte doch der Höchste uns entbehren
3. aria (ténor) : Nein, Gott ist allezeit geflissen
Deuxième partie :
4. arioso (ténor, basse) : Jesus sprach zu Simon: Fürchte dich nicht
5. aria (Duo (soprano et alto) : Beruft Gott selbst, so muss der Segen
6. récitatif (soprano) : Was kann dich denn in deinem Wandel schrecken
7. Choral : Sing, bet und geh auf Gottes Wegen

## Musique
Le mouvement d'ouverture est donné à la basse probablement parce que Jérémie fait parler Dieu à la première personne. La musique suit le texte en deux sections comme dans un motet. Bach a donc probablement évité l'intitulé « aria » et a écrit « basso solo » à la place. Les deux sections reflètent les mots « Fischer » (pêcheur) et « Jäger » (chasseur). La première section dépeint un paysage maritime en figurations ondoyantes de la part des cordes, avec les hautbois dans une mesure de 6/8 en point d'orgue. Bach représente le mouvement des vagues et de l'eau appelé barcarolle par John Eliot Gardiner. La voix présente le texte à plusieurs reprises en d'énergiques déclamations. La scène de pêche se transforme soudainement en scène de chasse, les cors se joignent à l'orchestre, le tempo en 4/4 est indiqué « allegro quasi presto ». Dans cette section aussi la voix continue son expressive déclamation.
Le récitatif se termine sur une question : überlässt er uns der Feinde List und Tück?. la réponse est immédiatement donnée dans l'aria, sans l'habituelle ritournelle. C'est un cri passionné : « Nein, nein ». La section centrale commence avec un  « Ja, ja » en écho mais également passionné. Tout à la fin, les cordes se joignent au hautbois d'amour obbligato et jouent une ritournelle réminiscente d'un menuet. Selon Alfred Dürr, la structure claire et équilibrée peut symboliser « die rechte Bahn » mentionnée dans le texte.
Le quatrième mouvement est au centre de la composition. Le ténor (l'Évangéliste) annonce Jesus sprach zu Simon. Le discours direct de Jésus, appelant Pierre son disciple, est chanté par la basse en tant que Vox Christi (voix du Christ) : Fürchte dich nicht; den von nun an wirst du Menschen fahen. Dans un phrasé minutieux, Le texte est inscrit dans un continuo quasi ostinato.
Le choral final est le dispositif habituel en quatre parties,.

## Source
- (de) Cet article est partiellement ou en totalité issu de l’article de Wikipédia en allemand intitulé « Siehe, ich will viel Fischer aussenden » (voir la liste des auteurs).